# Giulio Spinola
Giulio Spinola (Gênova, 13 de maio de 1612 - Roma, 11 de março de 1691) foi um cardeal do século XVIII.

## Biografia
Nasceu em Gênova em 13 de maio de 1612. O mais velho dos nove filhos do senador Giovambista Spinola e Isabella Spinola. Do Signori de Isola e Majorica. Tio do cardeal Giambattista Spínola, Jr (1695). Outros cardeais dos vários ramos da família Spinola foram Agostino Spinola (1527); Filippo Spinola (1583); Orazio Spinola (1606); Agustín Spínola (1621); Giambattista Spínola, Sr (1681); Giambattista Spínola, Jr (1695); Nicola Gaetano Spinola (1715); Giorgio Spinola (1719); Giovanni Battista Spínola (1733); Girolamo Spinola (1759); Ugo Pietro Spinola (1831).
Obteve o doutorado em direito em 1636; e outro em teologia.
No pontificado do Papa Urbano VIII foi governador de algumas cidades da Úmbria, no Património, e Marca , onde também foi comissário. Referendário dos Tribunais da Assinatura Apostólica da Justiça e da Graça. Comissário do exército pontifício.
Eleito arcebispo titular de Laodicéia, 14 de janeiro de 1658. Consagração, 10 de fevereiro de 1658, igreja de S. Giorgio dei Genovesi, Nápoles, por Girolamo Boncompagni, arcebispo de Bolonha, assistido por Tommaso Carafa, bispo de Capaccio, e por Bartolomeo Cresconi, bispo de Caserta. Núncio em Nápoles, 4 de outubro de 1658. Núncio na Áustria, 10 de julho de 1665.
Criado cardeal e reservado in pectore no consistório de 15 de fevereiro de 1666; publicado no consistório de 7 de março de 1667. Participou do conclave de 1667, que elegeu o Papa Clemente IX. Recebeu o gorro vermelho e o título de S. Martino ai Monti, em 18 de julho de 1667. Participou do conclave de 1669-1670, que elegeu o Papa Clemente X. Transferido para a sé de Nepi e Sutri, em 2 de junho de 1670. Participou em o conclave de 1676, que elegeu o Papa Inocêncio XI. Transferido para a Sé de Lucca, em 8 de novembro de 1677. Legado a Latere na Polônia. Optou pelo título de S. Crisogono, 13 de novembro de 1684. Optou pelo título de S. Maria in Trastevere, 28 de fevereiro de 1689. Participou do conclave de 1689, que elegeu o Papa Alexandre VIII; teve que deixar o conclave por motivo de doença em 24 de setembro. Optou pelo título de S. Prassede, em 29 de outubro de 1689. Renunciou ao governo da sé de Lucca por motivos de saúde em 25 de novembro de 1690; retirou-se para Roma. Participou do conclave de 1691, que elegeu o Papa Inocêncio XII; teve que deixar o conclave por causa de uma doença grave, 21 de fevereiro de 1691.
Morreu em Roma em 11 de março de 1691, durante o conclave. Exposto e enterrado na igreja de S. Andrea al Quirinale, Roma, ao lado do cardeal Giambattista Spínola, Jr 